# هه‌ژوو
هه‌ژوو (به ژوانگ: Hocouh Si)(به چینی: 贺州市، به پین‌یین: Hézhōu Shì) یک شهر در سطح ولایت در جمهوری خلق چین است که در منطقه خودمختار گوانگشی ژوانگ واقع شده‌است.

## خصوصیات
شهر در سطح ولایت هه‌ژوو ۱۱٬۸۵۴ کیلومترمربع مساحت و ۲٬۰۹۰٬۰۰۰ نفر جمعیت دارد و ۱۰۷ متر بالاتر از سطح دریا واقع شده‌است.
۸۴٪ جمعیت شهر را مردم هان (قومیت چینی) تشکی می دهند. ۱۳٪ جمعیت شهر، معادل سه چهارم از تمامی اقلیت‌های قومی ساکن این شهر را مردم یائو، و ۴٪ را مردم ژوانگ تشکیل می دهند..